# Jürgen Wasim Frembgen
Jürgen Wasim Frembgen (* 1955) ist ein deutscher Ethnologe, Islamwissenschaftler und Schriftsteller. Seinen Arbeitsschwerpunkt bilden islamische Religions- und Kulturgeschichte, insbesondere die islamische Mystik (Sufismus), die Kulturen Pakistans sowie des Iran und Indiens.

## Beruflicher Werdegang
Frembgen studierte an den Universitäten Bonn und Heidelberg Ethnologie, Vergleichende Religionswissenschaft und Orientalische Kunstgeschichte. 1985 wurde er an der Universität Heidelberg in Ethnologie promoviert und 2003 an der Universität Erlangen in Islamwissenschaft habilitiert.
Er war von 1987 bis 2016 als Hauptkonservator und Leiter der Orient-Abteilung des Staatlichen Museums für Völkerkunde (heute: Museum Fünf Kontinente) in München tätig, ferner lehrte er als außerplanmäßiger Professor für Religions- und Kulturgeschichte des Islam am Institut für den Nahen und Mittleren Osten der Universität München.
Seit 1981 führt er jedes Jahr ethnographische Feldforschungen in Pakistan durch und arbeitet im Iran und in Indien.
Frembgen lehrte als Gastprofessor an der Quaid-i-Azam University in Islamabad, dem National College of Arts in Lahore sowie der Ohio State University in Columbus. Er veröffentlichte eine Vielzahl von Monografien, Ausstellungskatalogen und wissenschaftlichen Aufsätzen über die Kulturen des Islam sowie mehrere Erzählberichte über Pakistan. 2010 wurde ihm der pakistanische Verdienstorden Tamgha-e-imtiaz verliehen.
Frembgen veranstaltete zahlreiche literarische Lesungen in Deutschland, Österreich, der Schweiz und Pakistan. Seit 2010 nimmt er regelmäßig an internationalen Literaturfestivals teil.

## Schriften (Auswahl)
- Zentrale Gewalt in Nager (Karakorum). Politische Organisationsformen, ideologische Begründungen des Königtums und Veränderungen in der Moderne. Franz Steiner, Stuttgart 1985
- Alltagsverhalten in Pakistan. EXpress-Edition, Berlin 1987
- Naswar. Der Gebrauch von Mundtabak in Afghanistan und Pakistan, Bibliotheca Afghanica, Liestal 1989
- Derwische. Gelebter Sufismus. Wandernde Mystiker und Asketen im islamischen Orient. DuMont, Köln 1993; veränderte Neuauflage: Reise zu Gott. Sufis und Derwische im Islam. C.H. Beck, München 2000
- Kleidung und Ausrüstung islamischer Gottsucher. Ein Beitrag zur materiellen Kultur des Derwischwesens. Harrassowitz, Wiesbaden 1999
- Nahrung für die Seele – Welten des Islam, Staatliches Museum für Völkerkunde, München 2003
- Tying and Untying the Trouser-Cord. Dimensions of Normativity, Morality, and Emotion in Pakistani Body Behaviour. In: The Asia Pacific Journal of Anthropology 5/1, 2004, S. 49–70
- The Scorpion in Muslim Folklore. In: Asian Folklore Studies, Band 63, 2004, S. 95–123
- The Friends of God – Sufi Saints in Islam. Popular Poster Art from Pakistan. Oxford University Press, Karachi 2006
- Honour, Shame, and Bodily Mutilation. Cutting off the Nose among Tribal Societies in Pakistan. In: Journal of the Royal Asiatic Society 16/3, 2006, S. 243–260
- Journey to God. Sufis and Dervishes in Islam. Oxford University Press, Karachi 2008
- Am Schrein des roten Sufi. Fünf Tage und Nächte auf Pilgerfahrt in Pakistan. Waldgut, Frauenfeld 2008
- Marginality, Sexuality and the Body. Professional Masseurs in Urban Muslim Punjab. In: The Asia-Pacific Journal of Anthropology 9/1, 2008, S. 1–28
- als Herausgeber: Die Aura des Alif. Schriftkunst im Islam. Prestel, München 2010
- Nachtmusik im Land der Sufis. Unerhörtes Pakistan. Waldgut, Frauenfeld 2010
- At the Shrine of the Red Sufi. Five Days and Nights on Pilgrimage in Pakistan. Oxford University Press, Karachi 2011
- Nocturnal Music in the Land of the Sufis. Unheard Pakistan. Oxford University Press, Karachi 2012
- Dhamāl and the Performing Body: Trance Dance in the Devotional Sufi Practice of Pakistan. In: Journal of Sufi Studies 1, 2012, S. 77–113
- Das verschlossene Tal. Bei wehrhaften Freunden im pakistanischen Himalaja, Waldgut, Frauenfeld 2013
- Wrestlers, Pigeon Fanciers and Kite Flyers. Traditional Sports and Pastimes in Lahore. Oxford University Press, Karachi 2014 (zusammen mit Paul Rollier)
- Tausend Tassen Tee. Lebensgenuss im Orient. Lambert Schneider/WBG, Darmstadt 2014
- The Closed Valley. With Fierce Friends in the Pakistani Himalaya. Oxford University Press, Karachi 2014
- Töchter der Steppe, Söhne des Windes. Gold und Silber der Turkmenen. Hirmer, München 2015
- Sufi Tonic. Unterwegs in Pakistan und Indien. Edition Tethys, Potsdam 2016
- The Arts and Crafts of the Hunza Valley in Pakistan. Oxford University Press, Karachi 2017
- Das Rätsel des Pfeils. Begegnungen mit Sufi-Meistern. Waldgut, Frauenfeld 2017
- A Thousand Cups of Tea. Among Tea Lovers in Pakistan and Elsewhere in the Muslim World. Oxford University Press, Karachi 2017
- Verpönt, verdammt, verboten – aber auch geliebt: Die Musik im Islam. In: Bayerische Akademie der Schönen Künste, Jahrbuch 31, Wallstein, Göttingen 2017, S. 115–125
- Spiritualität im Islam: Die Sufi-Tradition. In: Z. Sejdini (Hrsg.): Islam in Europa. Begegnungen, Konflikte und Lösungen.  Waxmann, Münster/New York 2018, S. 93–109
- Es gibt ein Schloss mit tausend Toren. Sinnsprüche der Sufis. Edition Avicenna, München 2019
- “We are Lovers of the Qalandar.” Piety, Pilgrimage, and Ritual in Pakistani Sufis Islam. Oxford University Press, Karachi 2021
- At the Foot of the Fairy Mountain. The Nagerkuts of the Karakoram/Northern Pakistan. Myths – Traditions – Folklife. Reimer, Berlin 2022
- Africans in Pakistan. Africa World Press, Trenton u. a. 2022
- Magie und Ekstase. Kleine Kulturgeschichte des unbekannten Islam. Herder, Freiburg 2022
- Sufi Hotel. Aufzeichnungen aus den Untiefen einer Megacity. Schiler & Mücke, Berlin 2022
- Bambasa Street. Aufzeichnungen aus der Zwischenwelt einer Megacity. Schiler & Mücke, Berlin 2023